# Beurandang (Nurussalam)
Beurandang is een bestuurslaag in het regentschap Aceh Timur van de provincie Atjeh, Indonesië. Beurandang telt 157 inwoners (volkstelling 2010).